# Setzling

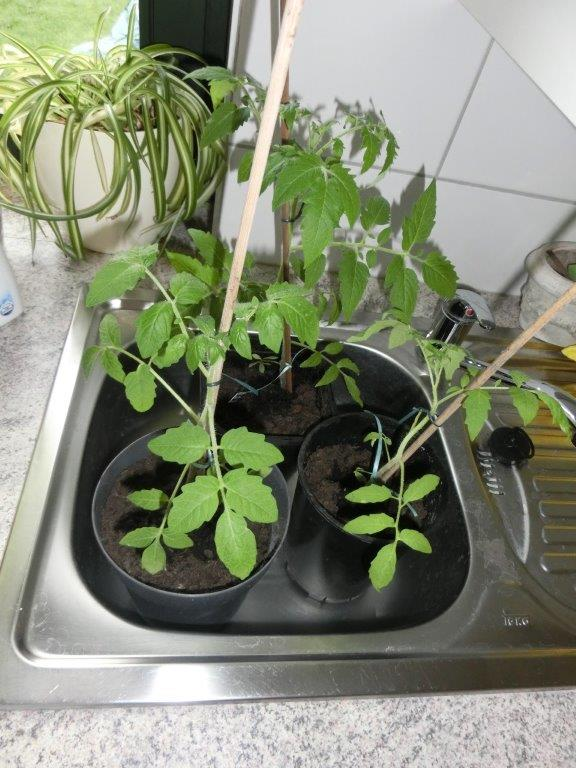
Tomatensetzlinge

Als Setzling oder Setzholz bezeichnet man im Gartenbau, in der Landwirtschaft und in der Forstwirtschaft eine Jungpflanze, die in einem Frühbeet, Gewächshaus oder Blumentopf kultiviert wird. 

## Entstehung
Setzlinge entstehen durch vegetative Pflanzenvermehrung, indem Pflanzenteile vor oder nach der Bewurzelung abgetrennt werden. Sie werden für die Pflanzung erzeugt, wenn die Keimbedingungen und der Feldaufgang von Samen im Freiland ungünstig sind (Keimfähigkeit des Saatgutes, Auflaufkrankheiten) oder Pflanzgut aus Knollen, Rhizomen oder Zwiebeln zur Ernteverfrühung zum Beispiel im Treibhaus vorgezogen werden. Sprossteile von Pflanzen, die zur Vermehrung abgeschnitten und zur Wurzelbildung angeregt wurden, werden zunächst als Stecklinge oder Steckhölzer und erst beim Auspflanzen als Setzling oder Setzholz bezeichnet. Sprossteile von Pflanzen, die nach der Wurzelbildung von der Mutterpflanze abgetrennt werden, werden als Absenker bezeichnet.
Im Weinbau wird die Jungrebe, die zur Neuanlage eines Weinbergs verwendet wird, als Setzling bezeichnet. Erzeugt wird sie durch Pfropfen auf Unterlagsreben.

## Fischzucht
In der Fischzucht bedeutet Setzling einen Jungfisch, der je nach Art meist zwischen 5 und 20 cm lang ist und der in einer Gruppe zum Nachbesatz in ein Gewässer ausgesetzt wird. Das erfolgt besonders häufig in Gewässern, bei denen eine natürliche Vermehrung der Fische wegen zum Beispiel Überfischung nicht ausreicht oder wegen wasserbaulicher Maßnahmen wie zum Beispiel Staustufen in Flüssen, nicht möglich ist.